# NGC 3196
NGC 3196 је лентикуларна галаксија у сазвежђу Лав која се налази на NGC листи објеката дубоког неба.
Деклинација објекта је + 27° 40' 10" а ректасцензија 10h 18m 49,0s. Привидна величина (магнитуда) објекта NGC 3196 износи 14,9 а фотографска магнитуда 15,9. NGC 3196 је још познат и под ознакама CGCG 153-35, CGCG 154-1, NPM1G +27.0264, PGC 30121.